# Rover lunare

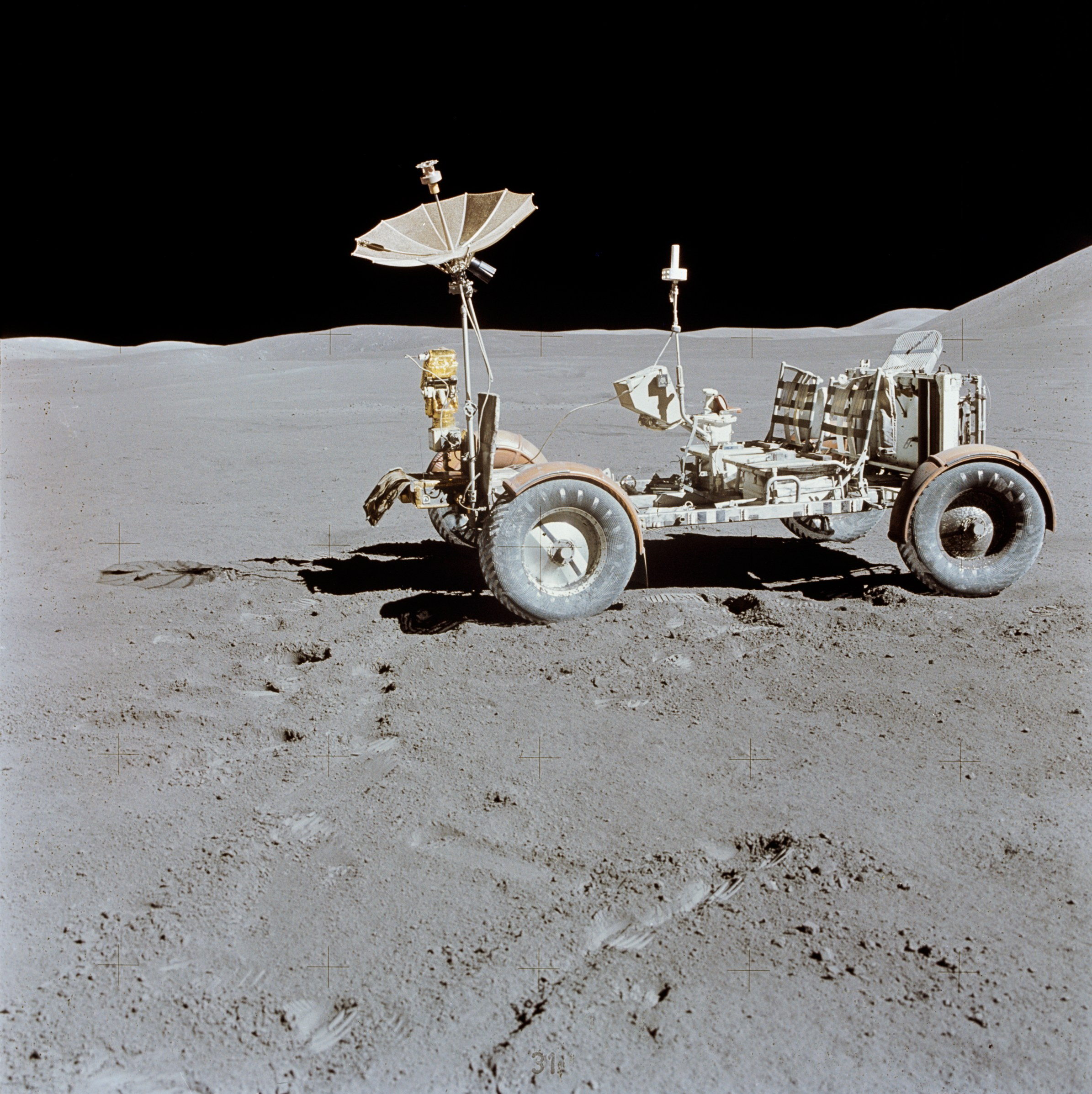
Il rover lunare durante la missione Apollo 15.

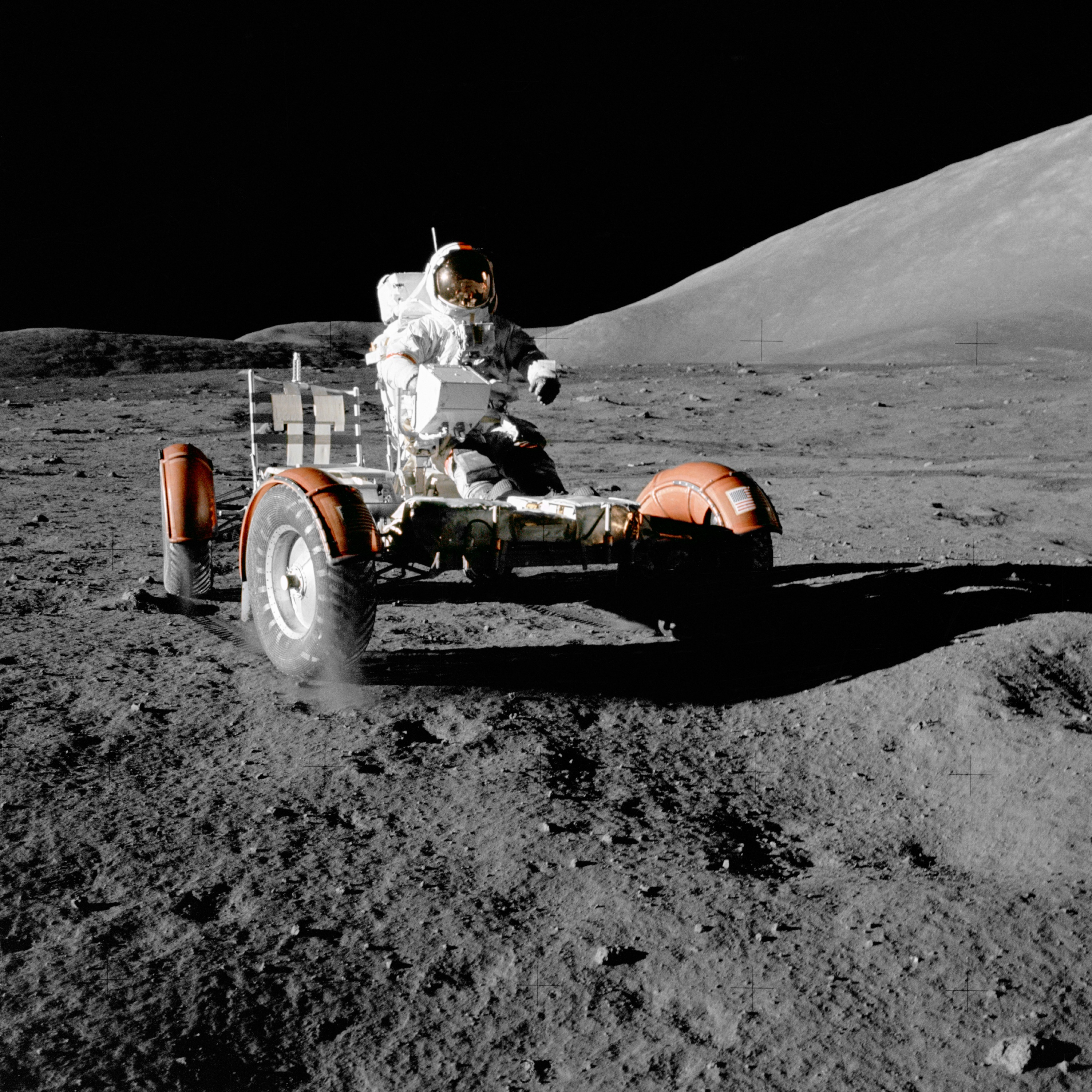
Il rover lunare durante la missione Apollo 17.

Il rover lunare (o LRV, acronimo di Lunar Roving Vehicle) è stato un rover che venne realizzato in quattro esemplari per conto dell'agenzia spaziale statunitense (NASA) ed utilizzato dagli astronauti durante le ultime tre missioni lunari del programma Apollo per esplorare la superficie della Luna. Venne impiegato per la prima volta il 31 luglio 1971 in occasione della missione Apollo 15, diventando il primo veicolo fuoristrada ad essere guidato da un umano al di fuori della Terra.
Era un piccolo veicolo fuoristrada dotato di due posti, dall'aspetto spartano, con una massa a vuoto di 210 kg e una lunghezza di 3 metri, in grado di trasportare oltre 490 kg di carico utile a una modesta velocità di 14 km/h, grazie a quattro motori elettrici di 0,25 CV ciascuno alimentato da batterie non ricaricabili. Vantava un avanzato sistema di navigazione e un originale progetto delle ruote.
Il rover venne progettato senza poter disporre di precise informazioni riguardo alle caratteristiche del suolo lunare; esso doveva operare in un ambiente particolarmente ostile (alta temperatura, assenza di atmosfera, bassa gravità, terreno irregolare) difficile da riprodurre sulla Terra. Nonostante queste difficoltà, i modelli utilizzati soddisfecero gli obiettivi richiesti senza dimostrare grandi problemi.
Durante le tre missioni in cui venne utilizzato (Apollo 15, Apollo 16 e Apollo 17), il rover permise agli astronauti di aumentare considerevolmente il loro raggio d'azione durante le attività extraveicolari riuscendo così ad esplorare più luoghi e permettendo, di conseguenza, agli scienziati di ottenere maggiori dati scientifici che hanno portato ad una maggiore comprensione della geologia e della formazione della Luna.

## Storia
Fu utilizzato per la prima volta il 31 luglio 1971 nell'ambito della missione Apollo 15 e, in seguito, di nuovo ampiamente dalle missioni Apollo 16 e Apollo 17. Espanse di molto la capacità degli astronauti di esplorare la superficie lunare. Le prime missioni (sprovviste del rover) infatti si limitarono a compiere qualche balzo a piccola distanza dal Modulo Lunare, dato che l'ingombrante tuta spaziale non permetteva agli astronauti molto altro. Il rover lunare viaggiava fino a 13 km/h, ma per via della elevata pericolosità (con un sesto della gravità terrestre), difficilmente superava i 4–5 km/h.
Dopo aver svolto il suo dovere, il Rover veniva abbandonato sulla Luna: sul nostro satellite si trovano tuttora i tre LRV usati nelle missioni Apollo 15, 16 e 17. Il quarto (LRV-4) utilizzato come pezzi di ricambio per i primi tre dopo la cancellazione dell'Apollo 18.

## Descrizione
Costruito dalla Boeing e dalla General Motors, non ha un volante, ma una cloche simile a quella degli aeroplani, con la quale si comanda la marcia in avanti e indietro e la sterzata. Inoltre, dovendo operare in un mondo senza aria e quindi senza ossigeno, non poteva disporre di un normale motore a combustione, che brucia benzina; i motori quindi sono elettrici (uno per ruota), alimentati da batterie chimiche (36-volt argento-zinco non ricaricabili) con autonomia di cento chilometri percorsi a piena potenza. Ogni ruota è autonomamente motrice con un piccolo motore da un quarto di cavallo di spinta. I sedili sono in nylon, sagomati in modo tale da accomodare gli astronauti rivestiti dello scafandro lunare e dello zaino portatile di sopravvivenza.
La bassa gravità procurò una serie di vantaggi e di svantaggi rispetto alla guida sulla Terra. A causa dei sobbalzi piuttosto violenti causati dalla bassa gravità lunare, gli astronauti si dovettero legare a cinture di sicurezza robuste. Però, grazie alla gravità lunare, che è un sesto di quella terrestre, con la “Moon Rover” si riuscivano a superare pendenze del trenta per cento, e a saltare scarpate larghe fino a settanta centimetri: cosa pressoché impossibile sulla Terra.
Le ruote erano formate da pneumatici che, anziché essere in gomma con camera d'aria, come le auto “terrestri”, avevano all'interno un anello elastico con una fitta rete di filo d'acciaio con un battistrada in tasselli di titanio. Un sistema di navigazione automatica consentiva all'auto lunare di viaggiare con sicurezza: la sua mansione era quella di evitare che gli astronauti si perdessero o che cercassero per troppo tempo il percorso di ritorno al LEM “Falcon”.
Un problema importante era la polvere lunare che veniva sollevata, infatti essa è particolarmente abrasiva e poteva provocare danni alle strumentazioni e alle tute degli astronauti.

### Targa
Il Rover lunare dell'Apollo 15 aveva una targa simile a quella delle comuni automobili. La targa, di colore blu, recita:
| MOON LRV 001 1971 |

(rappresentazione schematica, per una fotografia vedi alla sezione collegamenti esterni)

## Modelli terrestri
Oggi esistono ancora diversi modelli della jeep lunare, adoperati all'epoca dell'Apollo per gli addestramenti degli astronauti; uno di questi, di proprietà del museo di Houston, viene spesso trasferito in varie nazioni durante le mostre sullo spazio.
Il rover statunitense non fu l'unico ad essere impiegato sulla Luna. Anche i sovietici, infatti, portarono sulla superficie i loro (i Lunochod), che però non erano guidati fisicamente da esseri umani.

## Il rover lunare nella cultura di massa
- In ambito cinematografico e televisivo, appare, nell'episodio 13 di 100 anni di auto, in 1977, in Die Jagd nach dem Bernsteinzimmer e, in versione truccata, nell'episodio 10 di Dalla Terra alla Luna, in Superman 2, in Superman 2 - The Richard Donner Cut e in Agente 007 - Una cascata di diamanti, nel film horror 'Apollo 18'.
- È possibile guidare il rover lunare nel videogioco Gran Turismo 6.[4]